# Surya bhedana
Surya bhedana, ook wel de zondoorborende ademhaling, is een pranayama (ademhalingstechniek) in yoga.
Net als bij ujjayi bouwt het lichaam tijdens de uitvoering van surya bhedana veel warmte op. Binnen sivananda-yoga wordt dit verklaard doordat er bij surya bhedana door de nadi pingala, ofwel het rechterneusgat wordt ingeademd. Dit zou een verwarmend effect op het lichaam hebben. Surya betekent 'zon' en heeft daarom betrekking op deze nadi. Wanneer er te veel door dit neusgat ingeademd zou worden, zou er te veel warmte ontstaan, wat de pranastroom door de shushumna zou belemmeren.
Tijdens de inademing houden de ringvinger en de pink van de rechterhand het linkerneusgat dicht. Vervolgens wordt de adem ingehouden (kumbhaka) door middel van het afsluiten van beide neusgaten. De kin drukt hierbij stevig tegen de borstkas in de jalandhara bandha. Er wordt via het verkoelende linker neusgat, ofwel ida, uitgeademd. Tijdens de kumbhaka is het de bedoeling dat de tijd zo veel mogelijk verlengd wordt. Surya bhedana wordt in het algemeen rond veertigmaal achter elkaar beoefend. Aan het begin is dit echter niet meer dan tienmaal.
volledige ademhaling · middenrifademhaling · flankademhaling · sleutelbeenademhaling · mondademhaling · neusademhaling

abhyantara bahya stambha vritti · activerende ademhaling · agni prasana · anuloma · anuloma viloma · bhastrika · brahmari · chandra bhedana · chatur mukhi · dirgha sukshma · kapalabhati · kevala kumbhaka · kumbhaka · murcha · nadi sodhana · ohm sahita rechaka · plavini · prachhardana · prana apana samyukta · pratiloma · sahita kumbhaka · sama vritti · samanu · sapta vyahrita · sargarbha sahita kumbhaka · sarva dwara baddha · sithali · sitkari · stambha vritti · sukha purvaka · suksama shwasa prashwasa · surya bhedana · tri bandha kumbhaka · ujjayi · vaya viya kumbhaka · viloma · visama vritti